# Староселье (Мозырский район)
Староселье (бел. Стараселле) — деревня в Михалковском сельсовете Мозырского района Гомельской области Республики Беларусь.
На юге граничит с лесом.

## География

### Расположение
В 23 км на юг от Мозыря, 155 км от Гомеля, 2 км от железнодорожной станции Мытва (на линии Калинковичи — Овруч).

### Гидрография
На реке Мытва (приток реки Припять).

## Транспортная сеть
Транспортные связи по просёлочной, затем автодороге Мозырь — Новая Рудня. Планировка состоит из прямолинейной улицы, ориентированной с юго-востока на северо-запад и застроенной двусторонне деревянными крестьянскими усадьбами.

## История
По письменным источникам известна с XIX века как село в Михалковской волости Мозырского уезда Минской губернии. Действовала Николаевская церковь. Согласно переписи 1897 года действовала мастерская по обработке кож. В 1932 году жители вступили в колхоз. Во время Великой Отечественной войны 21 житель погиб на фронте. Согласно переписи 1959 года находилась птицефабрика.

## Население

### Численность
- 2004 год — 39 хозяйств, 84 жителя.

### Динамика
- 1834 год — 4 двора, 40 жителей.
- 1897 год — 25 дворов, 64 жителя (согласно переписи).
- 1908 год — 42 двора, 311 жителей.
- 1959 год — 150 жителей (согласно переписи).
- 2004 год — 39 хозяйств, 84 жителя.